# 駒見直音
駒見 直音（こまみ なおと）は、テレビ朝日のアナウンサー。

## 来歴・人物
埼玉県行田市出身。身長176cm。
佐野日本大学高等学校、国際基督教大学教養学部卒業。
2021年テレビ朝日入社。
ブラジルの高校に1年間留学した経験を持ち、ポルトガル語を少し話すことができる。

## 担当番組
| 期間          | 期間           | 番組名                      | 役職                                 |
| ------------- | -------------- | --------------------------- | ------------------------------------ |
| 2021年4月4日  | 2023年12月24日 | サンデーLIVE!!              | 取材・中継担当 ※同局入社直後から出演 |
| 2021年10月5日 | 2024年9月26日  | 大下容子ワイド!スクランブル | 火～木曜日リポーター・取材・中継担当 |
| 2024年9月30日 | 現在           | 大下容子ワイド!スクランブル | 月〜金曜日リポーター・取材・中継担当 |
| 2024年1月6日  | 現在           | スーパーJチャンネル         | 土・日曜日取材キャスター             |